# Megacidade
Megacidade é o termo usado para definir uma cidade que sedia uma aglomeração urbana com mais de dez milhões de habitantes e que esteja dotada de um rápido processo de urbanização. A população das megacidades não conta com a região metropolitana em seu contorno. Atualmente, elas englobam mais de um décimo da população urbana mundial e, tal como todas as grandes metrópoles que antes surgiram, polarizam sobremaneira o comércio, a cultura, o conhecimento e a indústria.
Em 1950 não existia nenhuma megacidade, mas em 2013 já havia um número considerável: São Paulo,Londres, Moscou, Istambul, Quinxassa, Lagos, Cairo, Cidade do México, Nova Iorque, Los Angeles, Buenos Aires, Tóquio, Mumbai, Xangai, Déli, Calcutá, Daca, Cantão enquadram-se nesse contexto. A maioria dessas cidades estão situadas em países emergentes, com algumas apresentando elevado crescimento demográfico,congestionamento, desigualdade social, dentre outros; embora geralmente sejam o centro fincaneiro, cultural e econômico da região ou país.
|  |  |